# Soccer City
First National Bank Stadion [magyarul: Első Nemzeti Bank Stadion] (FNB Stadion, vagy Soccer City) 1987-ben épült Johannesburgban, a Dél-afrikai Köztársaságban. Afrika harmadik legnagyobb, 78,000 néző befogadására alkalmas, műanyag ülőhelyekkel rendelkező stadionja. A Dél-afrikai labdarúgó-válogatott, illetve a rangosabb dél-afrikai labdarúgó-események mérkőzéseinek legfőbb helyszíne.
A stadion joggal nevezheti magát a dél-afrikai labdarúgás bölcsőjének. Az 1980-as évek közepén klubvezetők társultak, hogy felépítsék az ország első labdarúgó-stadionját.
Nelson Mandela hozzájárulásával itt rendezték az első rally-versenyt 1990-ben. 1993-ban gyászolók ezrei kísérték itt utolsó útjára az orvul meggyilkolt Chris Hanit. A Soccer City adott otthont az 1996-os Afrikai Nemzetek Kupájának is, amelyen a Dél-afrikai Köztársaság végül diadalmaskodott.
A stadion a Dél-afrikai labdarúgó-szövetség új székházának (SAFA) szomszédságában fekszik, ahol jelenleg a 2010-es labdarúgó-világbajnokság Helyi Szervező Bizottságának hivatalnokai tartózkodnak.
A Soccer City lesz az első afrikai labdarúgó-világbajnokság vezérhajója. A kivitelezés egyedülálló és rendkívüli, a terveket az afrikai kézművesség ihlette: a stadion külső része egy afrikai fazékhoz hasonlítható. A johannesburgi népesség körülbelül 40%-a Sowetóban, a Soccer City szomszédságában él, így nem csoda, ha a felújítási munkálatok a figyelem középpontjába kerültek.
A stadion jelenleg 80,000 ülőhelyes, azonban az új terveknek megfelelően 2009-re 94,700 ülőhelyesre bővítik. A stadion felsőbb szintjeihez egy újabbat építenek, a tetőszerkezetet és a világítást teljesen felújítják.
A 2010-es labdarúgó-világbajnokság nyitó mérkőzését, további négy csoportmérkőzést, egy nyolcaddöntő-mérkőzést, egy negyeddöntő-mérkőzést és a döntőt rendezik majd itt.

## Külső hivatkozások
- A stadion hivatalos honlapja